# Xã Washington, Quận Franklin, Pennsylvania
Xã Washington (tiếng Anh: Washington Township) là một xã thuộc quận Franklin, tiểu bang Pennsylvania, Hoa Kỳ. Năm 2010, dân số của xã này là 14.009 người.